# أييا فارفارا (إراكليون)
أييا فارفارا (Αγία Βαρβάρα) هي مدينة في إراكليون في اليونان.
يبلغ عدد سكانها حوالي 2121   نسمة.